# Rumanová
Rumanová est un village de Slovaquie situé dans la région de Nitra.

## Histoire
Première mention écrite du village en 1369.

## Démographie

### Évolution de la population
| Année:               | 1994. | 2004.   | 2014.   | 2024.   |
| -------------------- | ----- | ------- | ------- | ------- |
| Nombre de personnes: | 824   | 772     | 831     | 859     |
| Différence:          |       | -6,31 % | +7,64 % | +3,36 % |

| Année:               | 2023. | 2024.   |
| -------------------- | ----- | ------- |
| Nombre de personnes: | 857   | 859     |
| Différence:          |       | +0,23 % |